# Villeguillo
Villeguillo is een gemeente in de Spaanse provincie Segovia in de regio Castilië en León met een oppervlakte van 16,69 km². Villeguillo telt 110 inwoners (1 januari 2016).

## Demografische ontwikkeling

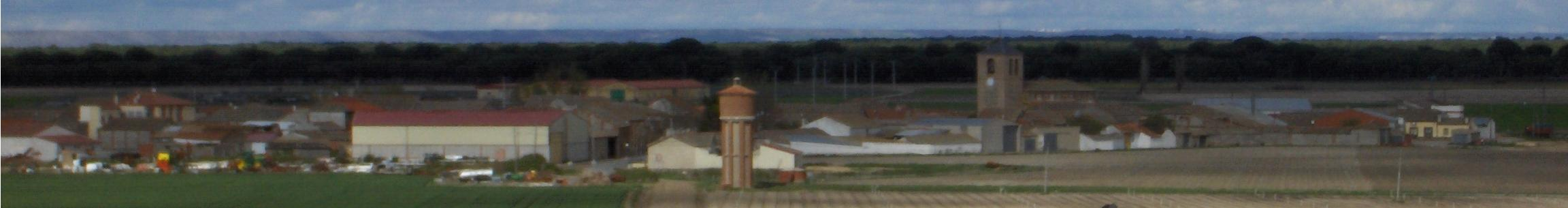
Villeguillo

Bron: INE, 1857-2011: volkstellingen